# Windows Server 2008
Windows Server 2008 (Виндоус Сервер Ту-Тоузенд енд Ејт) је четврто издање оперативног система Windows Server који производи Мајкрософт као део Windows NT породице оперативних система. Пуштен је у производњу 4. фебруара 2008, а генерално у малопродају 27. фебруара 2008. Произведен из оперативног система Windows Vista, Windows Server 2008 је наследник Windows Server 2003 и претходник Windows Server 2008 R2 .
Мајкрософт је 12. јануара 2016. укинуо подршку за све верзије Internet Explorer-а старије од Internet Explorer-а 11 објављене 2013. за Windows 7 . Проширена подршка за Windows Server 2008 је окончана 14. јануара 2020.  
Проширене безбедносне исправке (ESU) трају до 10. јануара 2023. (9. јануара 2024. за Azure купце). 
Windows Server 2008 је коначна верзија која подржава процесоре засноване на IA-32 (познате и као 32-битни процесори). Његов наследник, Windows Server 2008 R2, захтева 64-битни процесор у било којој подржаној архитектури ( x86-64 за x86 и Itanium ).